# Bernardo Sousa Pereira Brites Martins
Bernardo Sousa Pereira Brites Martins (sinh ngày 4 tháng 12 năm 1997 ở Porto) là một cầu thủ bóng đá người Bồ Đào Nha thi đấu cho Pedras Rubras theo dạng cho mượn từ Leixões, ở vị trí tiền vệ.

## Sự nghiệp câu lạc bộ
Vào ngày 14 tháng 8 năm 2016, Martins có màn ra mắt cho Leixões trong trận đấu tại LigaPro 2016–17 trước Cova da Piedade.